# Gáti István (orvos)
Gáti István (eredeti neve: Glázer István) (Bonyhád, 1922. szeptember 5. – Pécs/Budapest, 2007. október 3.) Széchenyi-díjas (1997) magyar orvos, szülész-nőgyógyász, endokrinológus és gyermeknőgyógyász szakorvos. Az orvostudományok kandidátusa (1965), az orvostudományok doktora (1975). A Magyar Tudományos Akadémia tagja (levelező: 1987-től, rendes: 1993-tól).

## Életpályája
1940-ben érettségizett Bonyhádon. 1948-ban diplomázott a Pécsi Orvostudományi Egyetemen. 1948–1952 között a Pécsi Tudományegyetem Szülészeti és Nőgyógyászati Klinika gyakornoka volt. 1952-ben szülész-nőgyógyász szakorvosi vizsgát tett. 1952–1956 között a Pécsi Tudományegyetem egyetemi tanársegéde, 1956–1962 között egyetemi adjunktusa, 1963–1973 között egyetemi docense volt. 1970-ben a Zürichi Egyetem Endokrinológiai Laboratóriumának vendégkutatójaként tevékenykedett. 1973–1993 között egyetemi tanár volt. 1976–1993 között az Orvostovábbképző Egyetem Szülészeti-Nőgyógyászati Klinikája igazgatója és tudományos rektorhelyettese, az Országos Szülészeti és Nőgyógyászati Intézet főigazgatója, 1993–1995 között emeritus professzora és főigazgató-helyettese volt. 1979-től a Recent Progress in Perinatal Medicine szerkesztője volt. 1987–1993 között a Magyar Tudományos Akadémia levelező, 1993-tól rendes tagja volt. 1995–2007 között a Kaáli Intézet orvos-főigazgatója volt. 1998-tól a Magyar Tudományos Akadémia Tudományetikai Bizottságának elnöke, a Klinikai II. Tudományos Bizottságának elnöke volt.
A Magyar Nőorvos Társaság vezetőségi tagja, a Magyar Nőorvosok Lapja és a Nőgyógyászati Onkológia főszerkesztője volt. A Fetus és a Menopausa Digest szerkesztőbizottsági tagja volt. A Magyar Tudományos Akadémia Doktori Tanácsának II. sz. klinikai orvostudományi szakbizottságának elnöke volt. A német, a japán, a grúz és a cseh nőgyógyász térség tiszteletbeli tagja, a prágai Károly Egyetem díszdoktora.

## Családja
Szülei: Glázer János lakatos és Horváth Erzsébet voltak. 1950-ben házasságot kötött Bókay Máriával. Két gyermekük született: Ágnes (1951) és István (1953).

## Művei
- Biológiai vizsgálatok köldökzsinórvérrel (Páli Kálmánnal, Orvosi Hetilap, 1951. 27.)
- Hasműtéteink eredményeinek alakulása az újabb kórélettani ismereteink felhasználásával (Társszerző, Orvosi Hetilap, 1953. 13.)
- Új megfigyelések a terhesség endokrinológiájában (Társszerző, Orvosi Hetilap, 1955. 14.)
- A terhes emberi hypophysisből származó aktív anyag kémiai és biológiai vizsgálata (Nagy Dezsővel, MTA Biológiai és Orvosi Tudományok Osztálya Közleményei, 1957)
- A New Therapy for Organised Gynaecological Inflammations (Gynaecologia, 1957)
- A gonadotropinok strukturális problémái (Magyar Nőorvosok Lapja, 1959)
- A choriongonadotropin – HCG – transzportja a vérben (Keller Gáborral, Nagy Dezsővel, Magyar Nőorvosok Lapja, 1961; angolul: 1961)
- A terhes vizelet papírchromatographiás vizsgálata (Keller Gáborral, Nagy Dezsővel Magyar Nőorvosok Lapja, 1961)
- A gyermekágyi emlőgyulladás konzervatív kezelése és megelőzése (társszerző, Orvosi Hetilap, 1964. 28.)
- Szülés utáni hypophysis elégtelenség. Sheehan-syndroma (Kandidátusi értekezés, Pécs, 1964)
- Anyai halálozás alakulása a pécsi női klinika 40 éves anyagában, különös tekintettel a gyermekágyi lázra (Orvosi Hetilap, 1965. 33.)
- A terhességi toxicosisok korszerű diagnosztikája és terápiája (Magyar Nőorvosok Lapja, 1968)
- A plazma szabadaminosav-tartalma újszülött csecsemőben (Társszerző, Gyermekgyógyászat, 1969)
- A HPL-lel kapcsolatos klinikai vizsgálatok jelentősége (Társszerző, Magyar Nőorvosok Lapja, 1970)
- A HPL-meghatározás radioimmun- és haemagglutinatio-gátláson alapuló módszereinek összehasonlító vizsgálata (Társszerző, Magyar Nőorvosok Lapja, 1973)
- A human placentaris lactogen klinikai jelentősége normál és kóros terhességben (Doktori értekezés, Pécs, 1974)
- Az anyai szérum HCS – humán chorion somatomammotropin – tartalmának összehasonlító vizsgálata radioimmun és immundiffúziós módszerrel (Társszerző, Orvosi Hetilap, 1976. 14.)
- A humán prolactin – HPRL – szérumszintje normál terhességben (Társszerző, Orvosi Hetilap, 1977. 35.)
- Thrombocyta-élettartam vizsgálata nem radioaktív módszerrel normális és kóros terhességben (Társszerző, Orvosi Hetilap, 1979)
- Diabetessel szövődött terhesség gondozásának belgyógyászati vonatkozásai (Társszerző, Orvosi Hetilap, 1980. 17.)
- A lepényi keringés radioizotópos mérésének klinikai jelentősége (Társszerző, Orvosi Hetilap, 1980. 52.)
- A cukorbetegséggel szövődött terhesség gondozásának szülészeti szempontjai (Társszerző, Népegészségügy, 1980)
- A koraszülöttség és a perinatális morbiditás és mortalitás (Társszerző, Orvosi Hetilap, 1981. 17.)
- Adatok a méhnyak-elégtelenség kóroktanához és kezeléséhez (Társszerző, Orvosi Hetilap, 1982. 20.)
- A „non-stress” kardiotokográfia szerepe a magzat állapotának megítélésében (Társszerző, Orvosi Hetilap, 1982. 30.)
- Prostacyclin Production (Trophoblast Prostacyclin in Pregnancy. New York, 1983)
- Thrombocyták prostaglandin szintézisének vizsgálata normális és kóros terhességben (Társszerző) (A Korányi Sándor Társaság tudományos ülései. 17. Thromboemboliák és haemorrhagiás diathesisek. Budapest, 1983)
- Az intrauterin retardáció gyakorisága és a perinatális halálozás (Társszerző, Orvosi Hetilap, 1983. 18.)
- Hydrocephalusos magzat intrauterin monitorizált koponyaűri nyomásána néhány jellegzetessége (Társszerző, Orvosi Hetilap, 1983. 44.)
- Techniques for the Diagnosis and Treatment of Trophoblastic Diseases (Principles and Practice of Obstetrics and Perinatology. New York, 1984)
- Lipidtárolási myopathia (Társszerző, Orvosi Hetilap, 1985. 37.)
- Ikerterhességek az egyik magzat elhalásával. Diagnosztikus és terápiás teendők (Társszerző, Orvosi Hetilap, 1986. 15.)
- Kissúlyú magzatokat szült nők életmódvizsgálatának programja (Társszerző, Népegészségügy, 1986)
- A nő orvosi szemmel (Kérdőjel, Budapest, 1986)
- A szülészet és nőgyógyászat időszerű kérdései (Szerkesztette László Jánossal, Budapest, 1987)
- Többes ikerterhességek korszerű gondozásának és kezelésének alapelvei, az első, sikeresen kezelt hazai ötösikrek kapcsán (Társszerző, Orvosi Hetilap, 1987. 3.)
- A magzati és a lepényi keringés ultrahangos vizsgálatának klinikai jelentősége (Doszpod Józseffel, Illyés Miklóssal, Orvosi Hetilap, 1987. 12.)
- Spermaantitestek okozta meddőség (Magyar Nőorvosok Lapja, 1987)
- Az intrauterin diagnosztika fejlődése és klinikai értékelése. Akadémiai székfoglaló. (Elhangzott: 1988. febr. 25.)
- A trophoblast-betegségek korszerű diagnosztikája és kezelése (Orvosi Hetilap, 1988. 38.)
- Az intrauterin diagnosztika fejlődése és kritikai értékelése (Magyar Nőorvosok Lapja, 1988)
- A Doppler-flowmetria bevezetését követő szemléletváltozás a dysmaturus magzatok szülésvezetésében (Társszerző, Orvosi Hetilap, 1989. 43.)
- Veszélyeztető szociális tényezők hatása a kissúlyú magzatok születését befolyásoló biomedicinális faktorokra (Társszerző, Népegészségügy, 1989)
- Megjegyzések a népesedéspolitikai elemzésekhez – a szülés szemszögéből (Egyed Jenővel, Konczwald Lászlóval, Magyar Tudomány, 1990)
- A fenyegető koraszülés korai felismerésének és kezelésének korszerű módszere (Török Miklóssal, Orvosi Hetilap, 1990. 14.)
- A méhen kívüli terhesség korszerű diagnosztikája (Társszerző, Magyar Nőorvosok Lapja, 1991)
- Fél évszázad magyar abortusz statisztikája. – A habituális vetélők immunterápiájának új módszere (Társszerző, Magyar Nőorvosok Lapja, 1992)
- Epilepszia és terhesség (Cseh Imrével, Halász Péterrel, Orvosképzés, 1993)
- A központi idegrendszer szerepe a női ciklus szabályozásában (Egyed Jenővel, Szekeres Lajossal, Magyar Nőorvosok Lapja, 1993)
- A szülészet fejlődése, különös tekintettel az anyai és magzati mortalitásra. Akadémiai székfoglaló (Elhangzott: 1994. ápr. 11.)
- Az anyai és a perinatális halálozás alakulása 1986–1996 között (Egyed Jenővel, Konczwald Lászlóval, Budapest, 1999)
- Különleges fagyasztási eljárások. A vitrifikáció (Társszerző, Magyar Andrológia, 2002)
- Negyedszázados tapasztalat a hazai terhességi trofoblaszt-betegségek ellátásában (Társszerző, Magyar Nőorvosok Lapja, 2006)

## Díjai, kitüntetései
- Érdemes Orvos (1976)
- Kiváló Orvos (1978)
- a Munka Érdemrend arany fokozata (1981)
- MOTESZ-díj (1990)
- Semmelweis-emlékérem (1990)
- Markusovszky-díj (1991)
- Hőgyes Endre-emlékérem (1993)
- Dobszay László-emlékérem (1993)
- Pro Sanitate díj (1994)
- Széchenyi-díj (1997)
- A Magyar Érdemrend parancsnoki keresztje (2002)
- Semmelweis-Tauffer-emlékdíj (2003)